# Liga Europa da UEFA de 2018–19
A Liga Europa da UEFA de 2018–19 é a 48ª edição do torneio Liga Europa da UEFA, e a 10ª com este formato e nome (anteriormente era chamada de Taça UEFA).
A final foi disputada no Estádio Olímpico de Baku em Baku, no Azerbaijão.

## Mudanças de formato
Em 9 de dezembro de 2016, a UEFA confirmou o plano de reforma da Liga dos Campeões da UEFA para o ciclo 2018-2021, anunciado em 26 de agosto de 2016. De acordo com os novos regulamentos, todas as equipas eliminadas nas eliminatórias da Liga dos Campeões da UEFA terão uma segunda chance na Liga Europa da UEFA.

## Distribuição de vagas e qualificação
Um total de 213 equipes de todas as 55 federações membro da UEFA participaram na UEFA Europa League de 2018-19. A classificação da associação baseada nos coeficientes de país da UEFA é usada para determinar o número de equipas participantes de cada associação:
- Associações 1 a 51 (exceto Liechtenstein) têm três equipes qualificadas.
- Associações 52–54 têm duas equipes qualificadas.
- O Liechtenstein e o Kosovo (associação 55) têm cada um uma equipe qualificada (o Liechtenstein organiza apenas uma taça nacional e nenhuma liga nacional; o Kosovo, por decisão do Comité Executivo da UEFA).[4]
- Além disso, 57 equipes eliminadas da Liga dos Campeões de 2018-19 são transferidas para a Liga Europa.

## Ranking das associações
Para a Liga de Europa de 2018-19, as federações recebem vagas de acordo com os coeficientes de país da UEFA de 2017, o que leva em conta o seu desempenho nas competições europeias de 2012–13 a 2016–17.
| Pos. | Federações      | Coef.   | Equipes |
| ---- | --------------- | ------- | ------- |
| 1    | Espanha         | 105.284 | 3       |
| 2    | Inglaterra      | 79.034  | 3       |
| 3    | Itália          | 75.916  | 3       |
| 4    | Alemanha        | 71.284  | 3       |
| 5    | França          | 55.915  | 3       |
| 6    | Rússia          | 53.382  | 3       |
| 7    | Portugal        | 47.248  | 3       |
| 8    | Ucrânia         | 41.133  | 3       |
| 9    | Bélgica         | 38.500  | 3       |
| 10   | Turquia         | 35.800  | 3       |
| 11   | Áustria         | 32.350  | 3       |
| 12   | Suíça           | 30.200  | 3       |
| 13   | República Checa | 30.175  | 3       |
| 14   | Países Baixos   | 29.749  | 3       |
| 15   | Grécia          | 28.600  | 3       |
| 16   | Croácia         | 26.000  | 3       |
| 17   | Dinamarca       | 25.950  | 3       |
| 18   | Israel          | 21.750  | 3       |
| 19   | Chipre          | 21.550  | 3       |

| Pos. | Federações    | Coef.  | Equipes |
| ---- | ------------- | ------ | ------- |
| 20   | Roménia       | 20.450 | 3       |
| 21   | Polónia       | 20.125 | 3       |
| 22   | Suécia        | 19.975 | 3       |
| 23   | Azerbaijão    | 19.125 | 3       |
| 23   | Bulgária      | 19.125 | 3       |
| 25   | Sérvia        | 18.750 | 3       |
| 26   | Escócia       | 18.625 | 3       |
| 26   | Bielorrússia  | 18.625 | 3       |
| 28   | Cazaquistão   | 18.125 | 3       |
| 29   | Noruega       | 17.425 | 3       |
| 30   | Eslovénia     | 14.500 | 3       |
| 31   | Liechtenstein | 13.000 | 1       |
| 32   | Eslováquia    | 12.125 | 3       |
| 33   | Moldávia      | 10.000 | 3       |
| 34   | Albânia       | 8.500  | 3       |
| 35   | Islândia      | 8.250  | 3       |
| 36   | Hungria       | 8.125  | 3       |
| 37   | Macedônia     | 7.500  | 3       |

| Pos. | Federações           | Coef. | Equipes |
| ---- | -------------------- | ----- | ------- |
| 38   | Finlândia            | 6.900 | 3       |
| 39   | Irlanda              | 6.700 | 3       |
| 40   | Bósnia e Herzegovina | 6.625 | 3       |
| 41   | Letônia              | 5.625 | 3       |
| 42   | Estónia              | 5.500 | 3       |
| 43   | Lituânia             | 5.375 | 3       |
| 44   | Montenegro           | 5.000 | 3       |
| 44   | Geórgia              | 5.000 | 3       |
| 46   | Arménia              | 4.875 | 3       |
| 47   | Malta                | 4.500 | 3       |
| 48   | Luxemburgo           | 4.375 | 3       |
| 49   | Irlanda do Norte     | 4.250 | 3       |
| 50   | País de Gales        | 3.875 | 3       |
| 51   | Ilhas Faroé          | 3.750 | 3       |
| 52   | Gibraltar            | 3.000 | 2       |
| 53   | Andorra              | 1.331 | 2       |
| 54   | San Marino           | 0.499 | 2       |
| 55   | Kosovo               | 0.000 | 1       |

## Distribuição de vagas por fase
A seguir está a lista de acesso padrão.
|                                        |                                        | Times entrando nesta rodada | Times avançando para próxima fase                                                                                   | Times transferidos da Liga dos Campeões |
| -------------------------------------- | -------------------------------------- | --- | --- | --- |
| Rodada Preliminar (14 equipes)         | Rodada Preliminar (14 equipes)         | - 4 vencedores das associações 52–55 - 6 vice-campeões de associações 49–54 - 4 equipes de associações 48–51 | | |
| Primeira pré-eliminatória (94 equipes) | Primeira pré-eliminatória (94 equipes) | - 25 vencedores de associações 25-49 - 30 vice-campeões de associações 18-48 (exceto Liechtenstein) - 31 equipes de federações 16-47 (excepto Liechtenstein) | - 7 vencedores da rodada preliminar                                                                                 | |
| Segunda pré-eliminatória               | Caminho dos Campeões (20 equipes)      | | | - 17 perdedores da primeira pré-eliminatória da Liga dos Campeões - 3 perdedores da fase preliminar da Liga dos Campeões |
| Segunda pré-eliminatória               | Caminho da liga (74 equipes)           | - 7 vencedores das federações 18–24 - 2 vice-campeões da associações 16–17 - 3 equipes da associações 13–15 - 9 equipes da quarta liga da liga nacional de associações 7–15 - 2 equipes da liga nacional colocadas em quinto lugar nas associações de 5 a 6 (vencedores da Copa da Liga da França) - 4 liga nacional sexto colocado equipes de associações 1-4 (vencedores da Taça da Liga para a Inglaterra) | - 47 vencedores da primeira pré-eliminatória                                                                        | |
| Terceira pré-eliminatória              | Caminho dos Campeões (20 equipes)      | | - 10 vencedores da segunda pré-eliminatória (Caminho dos Campeões)                                                  | - 10 perdedores da segunda pré-eliminatória da Champions League (Caminho dos Campeões) |
| Terceira pré-eliminatória              | Caminho da liga (52 equipes)           | - 5 vencedores das federações 13–17 - 6 equipes da terceira liga do campeonato nacional de associações 7-12 - 1 liga nacional quarta colocada da equipe 6 | - 37 vencedores da segunda pré-eliminatória (Caminho da Liga)                                                       | - 3 perdedores da segunda pré-eliminatória da Liga dos Campeões (Caminho da Liga) |
| Rodada Play-off                        | Caminho dos Campeões (16 equipes)      | | - 10 vencedores da terceira pré-eliminatória (Caminho dos Campeões)                                                 | - 6 perdedores da terceira pré-eliminatória da Champions League (Caminho dos Campeões) |
| Rodada Play-off                        | Caminho da liga (26 equipes)           | | - 26 vencedores da terceira pré-eliminatória (Caminho da Liga                                                       | |
| Fase de grupos (48 Equipes)            | Fase de grupos (48 Equipes)            | - 12 vencedores das federações 1–12 - 1 liga nacional quarta colocada da equipe 5 - 4 equipes de quinta colocação da liga nacional de associações 1-4 | - 8 vencedores da rodada do play-off (caminho dos campeões) - 13 vencedores da rodada do play-off (caminho da liga) | - 4 perdedores da rodada de play-off da Champions League (Caminho dos Campeões) - 2 perdedores da rodada de play-off da Liga dos Campeões (Caminho da Liga) - 4 perdedores da terceira pré-eliminatória da Liga dos Campeões (Caminho da Liga) |
| Fase de Mata-Mata (32 times)           | Fase de Mata-Mata (32 times)           | | - 12 vencedores de grupos da fase de grupos - 12 vice-campeões do grupo na fase de grupos                           | - 8 terceiras equipes da fase de grupos da Liga dos Campeões |

## Equipes classificadas
Os rótulos entre parênteses mostram como cada equipe se classificou para o lugar de sua rodada inicial:
- CW: vencedores da taça
- 2º, 3º, 4º, 5º, 6º, etc.: posição da liga
- LC: vencedores da Taça da Liga
- RW: vencedores da temporada regular
- PW: vencedores dos "play-off" das competições europeias de final de época
- UCL: Transferido da Liga dos Campeões
  - GS: Equipes de terceiro colocados da fase de grupos
  - PO: Perdedores da rodada do play-off
  - Q3: Perdedores da terceira pré-eliminatória
  - Q2: Perdedores da segunda pré-eliminatória
  - Q1: Perdedores da primeira pré-eliminatória
  - PR: Perdedores da fase preliminar

| Fase Final                  | Fase Final                  | Fase Final                        | Fase Final                 |
| --------------------------- | --------------------------- | --------------------------------- | -------------------------- |
| Brugge (UCL GS)             | Internazionale (UCL GS)     | Napoli (UCL GS)                   | Galatasaray (UCL GS)       |
| Benfica (UCL GS)            | Shakhtar Donetsk (UCL GS)   | Viktoria Plzeň (UCL GS)           | Valencia (UCL GS)          |
| Fase de Grupos              |                             |                                   |                            |
| Villarreal (5º)             | Milan (6º)                  | Akhisarspor (CW)                  | PAOK (UCL PO)              |
| Betis (6º)                  | Olympique de Marseille (4º) | Jablonec (3º)                     | Dínamo de Kiev (UCL PO)    |
| Eintracht Frankfurt (CW)    | Rennes (5º)                 | Zürich (CW)                       | Spartak Moscou (UCL Q3)    |
| Bayer Leverkusen (5º)       | Krasnodar (4º) [RUS]        | Red Bull Salzburg (UCL PO)        | Standard Liège (UCL Q3)    |
| Chelsea (CW)                | Sporting CP (3º) [POR]      | BATE Borisov (UCL PO)             | Fenerbahçe (UCL Q3)        |
| Arsenal (6º)                | Vorskla Poltava (3º)        | Dinamo Zagreb (UCL PO)            | Slavia Praha (UCL Q3)      |
| Lazio (5º)                  | Anderlecht (3º)             | MOL Vidi (UCL PO)                 |                            |
| Play-off                    |                             |                                   |                            |
| Caminho dos Campeões        | Caminho dos Campeões        | Caminho da Liga                   | Caminho da Liga            |
| Malmö (UCL Q3)              | Astana (UCL Q3)             |                                   |                            |
| Celtic (UCL Q3)             | Spartak Trnava (UCL Q3)     |                                   |                            |
| Qarabağ (UCL Q3)            | Shkëndija (UCL Q3)          |                                   |                            |
| Terceira pré-eliminatória   |                             |                                   |                            |
| Caminho dos Campeões        | Caminho dos Campeões        | Caminho da Liga                   | Caminho da Liga            |
| Cluj (UCL Q2)               | Ludogorets (UCL Q2)         | Zenit Saint Petersburg (5º) [RUS] | Olympiakos (3º)            |
| Midtjylland (UCL Q2)        | Sheriff Tiraspol (UCL Q2)   | Braga (4º) [POR]                  | Rapid Wien (3º)            |
| Légia Varsóvia (UCL Q2)     | HJK (UCL Q2)                | Zorya (4º)                        | Rijeka (2º)                |
| Hapoel Be'er Sheva (UCL Q2) | Kukësi (UCL Q2)             | Gent (4º)                         | Universitatea Craiova (CW) |
| Rosenborg (UCL Q2)          | Sūduva Marijampolė (UCL Q2) | İstanbul Başakşehir (3º)          | Brøndby IF (CW)            |
|                             |                             | Sigma Olomouc (4º)                | Basel (UCL Q2)             |
| Luzern (3º)                 | Sturm Graz (UCL Q2)         |                                   |                            |
| Feyenoord (CW)              |                             |                                   |                            |
| Segunda pré-eliminatória    |                             |                                   |                            |
| Caminho dos Campeões        | Caminho dos Campeões        | Caminho da Liga                   | Caminho da Liga            |
| Torpedo Kutaisi (UCL Q1)    | The New Saints (UCL Q1)     | Sevilla (7º)                      | Atromitos (4º)             |
| APOEL (UCL Q1)              | Olimpija Ljubljana (UCL Q1) | RB Leipzig (6º)                   | Asteras Tripolis (5º)      |
| F91 Dudelange (UCL Q1)      | Drita (UCL Q1)              | Burnley (7º)                      | LASK Linz (4º)             |
| Víkingur Gøta (UCL Q1)      | Crusaders (UCL Q1)          | Atalanta (7º)                     | Admira (5º)                |
| Cork City [IRL] (UCL Q1)    | Valletta (UCL Q1)           | Bordeaux (6º)                     | Hajduk Split (3º)          |
| Valur (UCL Q1)              | Flora Tallinn (UCL Q1)      | Ufa (6º) [RUS]                    | FC Steaua București (2º)   |
| Spartaks Jūrmala (UCL Q1)   | Alashkert (UCL Q1)          | Rio Ave (5º) [POR]                | Dynamo Brest (CW)          |
| Zrinjski Mostar (UCL Q1)    | Sutjeska Nikšić (UCL Q1)    | Mariupol (5º) [UKR]               | Jagiellonia Białystok (2º) |
| Lincoln Red Imps (UCL PR)   | Santa Coloma (UCL PR)       | Genk (PW)                         | Djurgårdens (CW)           |
| La Fiorita (UCL PR)         |                             | Beşiktaş (4º)                     | Hapoel Haifa (CW)          |
|                             |                             | Sparta Praga (5º)                 | Aberdeen (2º)              |
| St. Gallen (5º)             | AEK Larnaca (CW)            |                                   |                            |
| AZ (3º)                     | Lillestrøm (CW)             |                                   |                            |
| Vitesse (PW)                |                             |                                   |                            |
| Primeira pré-eliminatória   |                             |                                   |                            |
| Osijek (4º)                 | CSKA Sofia (2º)             | Stjarnan (2º)                     | Shkupi (3º)                |
| Viitorul Constanța (4º)     | Levski Sofia (PW)           | FH (3º)                           | FCI Levadia (CW)           |
| Nordsjælland (3º)           | Partizan (CW)               | KuPS (2º)                         | Nõmme Kalju (3º)           |
| Copenhaga (PW)              | Radnički Niš (2º)           | Ilves (3º)                        | Narva Trans (5º) [EST]     |
| Dinamo Minsk (2º)           | Spartak Subotica (3º)       | Lahti (4º)                        | Titograd (CW)              |
| Shakhtyor Soligorsk (3º)    | Kairat (CW)                 | Luftëtari (3º)                    | Budućnost (2º)             |
| Lech Poznań (3º)            | Irtysh Pavlodar (4º)        | Laçi (4º)                         | Rudar Pljevlja (5º) [MNE]  |
| Górnik Zabrze (4º)          | Tobol (5º) [KAZ]            | Partizani (5º) [ALB]              | Gandzasar Kapan (CW)       |
| AIK (2º)                    | Maribor (2º)                | Dundalk (2º)                      | Banants (2º)               |
| Häcken (4º)                 | Domžale (3º)                | Shamrock Rovers (3º)              | Pyunik (5º) [ARM]          |
| Maccabi Tel Aviv (2º)       | Rudar Velenje (4º)          | Derry City (4º) [IRL]             | Racing FC (CW)             |
| Beitar Jerusalem (3º)       | Slovan Bratislava (CW)      | Željezničar (CW)                  | Progrès Niederkorn (2º)    |
| Rangers (3º)                | DAC Dunajská Streda (3º)    | Sarajevo (3º)                     | Fola Esch (3º)             |
| Hibernian (4º)              | Trenčín (PW)                | Široki Brijeg (4º)                | Coleraine (CW)             |
| Apollon Limassol (2º)       | Vaduz (CW)                  | Chikhura Sachkhere (CW)           | Glenavon (3º)              |
| Anorthosis (3º)             | Újpest (CW)                 | Dinamo Tbilisi (2º)               | Cliftonville (PW)          |
| Molde (2º)                  | Ferencváros (2º)            | Samtredia (3º)                    | Stumbras (CW)              |
| Sarpsborg 08 (3º)           | Honvéd (4º)                 | Liepāja (CW)                      | Žalgiris Vilnius (2º)      |
| Keşla (CW)                  | Milsami Orhei (CW)          | Riga (3º)                         | Balzan (2nd)               |
| Gabala (2º)                 | Petrocub Hîncești (3º)      | Ventspils (4º)                    | Connah's (CW)              |
| Neftçi Baku (3º)            | Zaria Bălți (5º) [MDA]      | Vardar (2º)                       | NSÍ Runavík (CW)           |
| Slavia Sofia (CW)           | ÍBV (CW)                    | Rabotnički (3º)                   |                            |
| Rodada premilinar           |                             |                                   |                            |
| Trakai (3º)                 | Cefn Druids (PW)            | St Joseph's (3º)                  | Tre Fiori (3º)             |
| żira United (3º)            | KÍ Klaksvík (2º)            | Engordany (2º)                    | Prishtina (CW)             |
| Birkirkara (4º)             | B36 Tórshavn (3º)           | Sant Julià (3º)                   |                            |
| Bala Town (º) [WAL]         | Europa FC (CW)              | Folgore (2º)                      |                            |

Notas
- ALB. ^  Em março de 2018, o Skënderbeu Korçë recebeu foi suspenso das competições de clubes da UEFA durante dez anos devido a manipulação de resultados.[7] Como o clube acabou por ser campeão da Superliga Albanesa de 2017–18, o vice-campeão da liga, Kukësi, entrou na Liga dos Campeões da UEFA de 2018–19 em vez da Liga Europa da UEFA de 2018–19. Como resultado, o seu berço para a primeira pré-eliminatória foi dado ao quinto classificado da liga, Partizani Tirana
- ARM. ^  Shirak se teria qualificado para a primeira pré-eliminatória da Liga Europa como quarto classificado do Campeonato Armênio de Futebol de 2017–18, mas foram penalizados pela Federação de Futebol da Armênia devido a manipulação de resultados,[8] e consequentemente informaram a UEFA sobre a sua retirada das competições europeias.[9] Como resultado, o seu berço foi dado ao quinto classificado da liga, Pyunik.[10]
- EST. ^  FCI Tallinn se teria qualificado para a primeira pré-eliminatória da Liga Europa como quarto classificado da Meistriliiga de 2017, mas o clube foi dissolvido e fundido com o Levadia Tallinn após o final da temporada.[11] Como resultado, o seu berço foi dado ao quinto classificado da liga, Narva Trans.
- KAZ. ^  Ordabasy se teria qualificado para a primeira pré-eliminatória da Liga Europa como quarto classificado do Campeonato Cazaque de Futebol de 2017, mas não conseguiu obter uma licença UEFA.[12] Como resultado, o seu berço foi dado ao quinto classificado da liga, Tobol.
- MDA. ^  Dacia Chișinău se teria qualificado para a primeira pré-eliminatória da Liga Europa como quarto classificado do Campeonato Moldavo de Futebol de 2017, mas foram dissolvidos após o final da temporada.[13]  Como resultado, o seu berço foi dado ao quinto classificado da liga, Zaria Bălți.
- MNE. ^  Grbalj se teria qualificado para a primeira pré-eliminatória da Liga Europa como quarto classificado do Campeonato Montenegrino de Futebol de 2017–18, mas não conseguiu obter uma licença UEFA.[14] Como resultado, o seu berço foi dado ao quinto classificado da liga, Rudar Pljevlja.
- IRL. ^  Derry City é um clube baseado na Irlanda do Norte, mas participará na Liga Europa através de um dos berços para a República da Irlanda (quaisquer pontos de coeficiente que ganhar contam para a República da Irlanda e não para a Irlanda do Norte). Cork City foi sorteado para receber um bye (avanço automático) à terceira pré-eliminatória da Liga Europa 2018-19.[15]
- POR. ^  Desportivo das Aves se teria qualificado para a fase de grupos da Liga Europa de 2018–19 como vencedores da Taça de Portugal de 2017–18, mas não conseguiu obter uma licença UEFA.[16] Como resultado, o terceiro classificado da Primeira Liga de 2017–18, Sporting CP, entra na fase de grupos da competição em vez da terceira pré-eliminatória, o quarto classificado da liga, Braga, entra na terceira pré-eliminatória em vez da segunda pré-eliminatória, e o berço da segunda pré-eliminatória foi dado ao quinto classificado da liga, Rio Ave.
- RUS. ^  Tosno se teria qualificado para a fase de grupos da Liga Europa de 2018–19 como vencedores da Taça da Rússia de 2017–18, mas não conseguiu obter uma licença UEFA.[17] Como resultado, o quarto classificado do Campeonato Russo de Futebol de 2017–18, Krasnodar, entra na fase de grupos da competição em vez da terceira pré-eliminatória, o quinto classificado da liga, Zenit Saint Petersburg, entra na terceira pré-eliminatória em vez da segunda pré-eliminatória, e o berço da segunda pré-eliminatória foi dado ao sexto classificado da liga, Ufa.
- WAL. ^  Bangor City se teria qualificado para a rodada preliminar da Liga Europa de 2018–19 como vice-campeão da Welsh Premier League de 2017–18, mas não conseguiu obter uma licença UEFA.[18] Como o Connah's se qualificou pela Taça FA, o berço foi dado ao quarto classificado da liga, Bala Town.

## Calendário
Todos os sorteios são realizados na sede da UEFA em Nyon na Suíça, exceto o sorteio para a fase de grupos que é realizado em Mônaco.
| Fase           | Rodada                    | Data do Sorteio               | Partida de Ida                                          | Partida de Volta                                        |
| -------------- | ------------------------- | ----------------------------- | ------------------------------------------------------- | ------------------------------------------------------- |
| Preliminar     | Rodada Preliminar         | 12 de Junho de 2018           | 26 e 28 de Junho de 2018                                | 5 de Julho de 2018                                      |
| Qualificação   | Primeira Pré-eliminatória | 19 de Junho de 2018           | 12 de Julho de 2018                                     | 19 de Julho de 2018                                     |
| Qualificação   | Segunda Pré-eliminatória  | 19 de Junho de 2018           | 26 de Julho de 2018                                     | 2 de Agosto de 2018                                     |
| Qualificação   | Terceira Pré-eliminatória | 23 de Julho de 2018           | 9 de Agosto de 2018                                     | 16 de Agosto de 2018                                    |
| Play-off       | Fase de Play-off          | 6 de Agosto de 2018           | 23 de Agosto de 2018                                    | 30 de Agosto de 2018                                    |
| Fase de Grupos | Primeira Rodada           | 31 de Agosto de 2018 (Mônaco) | 20 de Setembro de 2018                                  | 20 de Setembro de 2018                                  |
| Fase de Grupos | Segunda Rodada            | 31 de Agosto de 2018 (Mônaco) | 4 de Outubro de 2018                                    | 4 de Outubro de 2018                                    |
| Fase de Grupos | Terceira Rodada           | 31 de Agosto de 2018 (Mônaco) | 25 de Outubro de 2018                                   | 25 de Outubro de 2018                                   |
| Fase de Grupos | Quarta Rodada             | 31 de Agosto de 2018 (Mônaco) | 8 de Novembro de 2018                                   | 8 de Novembro de 2018                                   |
| Fase de Grupos | Quinta Rodada             | 31 de Agosto de 2018 (Mônaco) | 29 de Novembro de 2018                                  | 29 de Novembro de 2018                                  |
| Fase de Grupos | Sexta Rodada              | 31 de Agosto de 2018 (Mônaco) | 13 de Dezembro de 2018                                  | 13 de Dezembro de 2018                                  |
| Fase Final     | Dezesseis Avos            | 17 de Dezembro de 2018        | 14 de Fevereiro de 2019                                 | 21 de Fevereiro de 2019                                 |
| Fase Final     | Oitavas de final          | 22 de Fevereiro de 2019       | 7 de Março de 2019                                      | 14 de Março de 2019                                     |
| Fase Final     | Quartas de Final          | 15 de Março de 2019           | 11 de Abril de 2019                                     | 18 de Abril de 2019                                     |
| Fase Final     | Semifinais                | 19 de Abril de 2019           | 2 de Maio de 2019                                       | 9 de Maio de 2019                                       |
| Fase Final     | Final                     | 19 de Abril de 2019           | 29 de Maio de 2019 no Estádio Olímpico de Baku, em Baku | 29 de Maio de 2019 no Estádio Olímpico de Baku, em Baku |

Os jogos nas eliminatórias (inclusive preliminares e eliminatórias) e eliminatórias podem também ser jogados às terças ou quartas-feiras, em vez das quintas-feiras regulares, devido a conflitos de programação.

## Rodadas de qualificação

### Rodada preliminar
Um total de 14 equipes disputaram a fase preliminar.
O sorteio da rodada preliminar foi realizado em 12 de junho de 2018. A primeira partida foi disputada a 26 e 28 de junho e a segunda a 5 de julho de 2018.
| Equipe 1     | Total        | Equipe 2     | 1.º jogo | 2.º jogo |
| ------------ | ------------ | ------------ | -------- | -------- |
| Europa FC    | 1–6          | Prishtina    | 1–1      | 0–5      |
| Sant Julià   | 1–4          | Gżira United | 0–2      | 1–2      |
| Engordany    | 3–2          | Folgore      | 2–1      | 1–1      |
| B36 Tórshavn | 2–2 (4–2 dp) | St Joseph's  | 1–1      | 1–1      |
| Birkirkara   | 2–3          | KÍ Klaksvík  | 1–1      | 1–2      |
| Tre Fiori    | 3–1          | Bala Town    | 3–0      | 0–1      |
| Cefn Druids  | 1–2          | Trakai       | 1–1      | 0–1      |

### Primeira pré-eliminatória
um total de 94 equipas na primeira pré-eliminatória: 87 equipes que participaram nesta rodada e os 7 vencedores da fase preliminar.
O sorteio da primeira pré-eliminatória foi realizado em 19 de junho de 2018. A primeira partida foi disputada a 10, 11 e 12 de julho e a segunda a 17, 18 e 19 de julho de 2018.
| Equipe 1             | Total        | Equipe 2            | 1.º jogo | 2.º jogo  |
| -------------------- | ------------ | ------------------- | -------- | --------- |
| Stjarnan             | 3–1          | Nõmme Kalju         | 3–0      | 0–1       |
| Ilves                | 1–3          | Slavia Sofia        | 0–1      | 1–2       |
| KÍ Klaksvík          | 2–3          | Žalgiris Vilnius    | 1–2      | 1–1       |
| Fola Esch            | 0–0 (5–4 dp) | Prishtina           | 0–0      | 0–0       |
| Glenavon             | 3–6          | Molde               | 2–1      | 1–5       |
| DAC Dunajská Streda  | 3–2          | Dinamo Tbilisi      | 1–1      | 2–1       |
| Stumbras             | 1–2          | Apollon Limassol    | 1–0      | 0–2       |
| Široki Brijeg        | 3–3 (gf)     | Domžale             | 2–2      | 1–1       |
| Rangers              | 2–0          | Shkupi              | 2–0      | 0–0       |
| Gabala               | 1–2          | Progrès Niederkorn  | 0–2      | 1–0       |
| Racing FC            | 0–2          | Viitorul Constanța  | 0–2      | 0–0       |
| Samtredia            | 0–3          | Tobol               | 0–1      | 0–2       |
| Partizani            | 0–3          | Maribor             | 0–1      | 0–2       |
| Neftçi Baku          | 3–5          | Újpest              | 3–1      | 0–4       |
| Budućnost Podgorica  | 1–3          | Trenčín             | 0–2      | 1–1       |
| Derry City           | 2–3          | Dinamo Minsk        | 0–2      | 2–1       |
| B36 Tórshavn         | 2–1          | Titograd Podgorica  | 0–0      | 2–1       |
| Górnik Zabrze        | 2–1          | Zaria Bǎlți         | 1–0      | 1–1       |
| Spartak Subotica     | 3–1          | Coleraine           | 1–1      | 2–0       |
| Pyunik               | 3–0          | Vardar              | 1–0      | 2–0       |
| Shamrock Rovers      | 1–2          | AIK                 | 0–1      | 1–1 (pro) |
| Connah's Quay Nomads | 1–5          | Shakhtyor Soligorsk | 1–3      | 0–2       |
| Lahti                | 0–3          | FH                  | 0–3      | 0–0       |
| Ventspils            | 8–3          | Luftëtari           | 5–0      | 3–3       |
| Cliftonville         | 1–3          | Nordsjælland        | 0–1      | 1–2       |
| Banants              | 1–5          | Sarajevo            | 1–2      | 0–3       |
| Engordany            | 1–10         | Kairat              | 0–3      | 1–7       |
| Petrocub Hîncești    | 2–3          | Osijek              | 1–1      | 1–2       |
| Anorthosis Famagusta | 2–2 (gf)     | Laçi                | 2–1      | 0–1       |
| Ferencváros          | 1–2          | Maccabi Tel Aviv    | 1–1      | 0–1       |
| Balzan               | 5–3          | Keşla               | 4–1      | 1–2       |
| Rabotnički           | 2–5          | Honvéd              | 2–1      | 0–4       |
| Rudar Pljevlja       | 0–6          | Partizan            | 0–3      | 0–3       |
| CSKA Sofia           | 1–1 (5–3 dp) | Riga FC             | 1–0      | 0–1       |
| Milsami Orhei        | 2–9          | Slovan Bratislava   | 2–4      | 0–5       |
| Radnički Niš         | 5–0          | Gżira United        | 4–0      | 1–0       |
| Lech Poznań          | 3–2          | Gandzasar Kapan     | 2–0      | 1–2       |
| Chikhura Sachkhere   | 2–1          | Beitar Jerusalem    | 0–0      | 2–1       |
| Vaduz                | 3–3 (gf)     | Levski Sofia        | 1–0      | 2–3       |
| Narva Trans          | 1–5          | Željezničar         | 0–2      | 1–3       |
| Trakai               | 1–0          | Irtysh Pavlodar     | 0–0      | 1–0       |
| Hibernian            | 12–5         | NSÍ Runavík         | 6–1      | 6–4       |
| Rudar Velenje        | 10–0         | Tre Fiori           | 7–0      | 3–0       |
| FCI Levadia          | 1–3          | Dundalk             | 0–1      | 1–2       |
| ÍBV                  | 0–6          | Sarpsborg 08        | 0–4      | 0–2       |
| KuPS                 | 1–2          | Copenhagen          | 0–1      | 1–1       |
| Liepāja              | 2–4          | BK Häcken           | 0–3      | 2–1       |

### Segunda pré-eliminatória
um total de 93 equipes jogaram na segunda pré-eliminatória:
- Caminho dos Campeões: Os 16 perdedores da primeira pré-eliminatória da Liga dos Campeões de 2018–19 e os três perdedores da rodada preliminar da Liga dos Campeões de 2018–19.
- Caminho da Liga: 27 equipes que entra nesta rodada, e os 47 vencedores da primeira pré-eliminatória.

O sorteio da segunda pré-eliminatória foi realizado em 19 de junho de 2018 (após a conclusão do sorteio da primeira pré-eliminatória). A primeira partida foi disputada em 26 de julho e a segunda em 31 de Julho de 2018 e a 1 e 2 de agosto de 2018.
| Equipe 1              | Total                | Equipe 2              | 1.º jogo             | 2.º jogo             |                      |
| Caminho dos Campeões  | Caminho dos Campeões | Caminho dos Campeões  | Caminho dos Campeões | Caminho dos Campeões | Caminho dos Campeões |
| --------------------- | -------------------- | --------------------- | -------------------- | -------------------- | -------------------- |
| Cork City             |                      |                       |                      |                      |                      |
| The New Saints        | 3–2                  | Lincoln Red Imps      | 2–1                  | 1–1                  |                      |
| Torpedo Kutaisi       | 7–0                  | Víkingur Gøta         | 3–0                  | 4–0                  |                      |
| Zrinjski Mostar       | 3–2                  | Valletta              | 1–1                  | 2–1                  |                      |
| Santa Coloma          | 1–3                  | Valur                 | 1–0                  | 0–3                  |                      |
| Sutjeska Nikšić       | 0–1                  | Alashkert             | 0–1                  | 0–0                  |                      |
| F91 Dudelange         | 3–2                  | Drita                 | 2–1                  | 1–1                  |                      |
| Spartaks Jūrmala      | 9–0                  | La Fiorita            | 6–0                  | 3–0                  |                      |
| APOEL                 | 5–2                  | Flora Tallinn         | 5–0                  | 0–2                  |                      |
| Olimpija Ljubljana    | 6–2                  | Crusaders             | 5–1                  | 1–1                  |                      |
| Caminho da Liga       |                      |                       |                      |                      |                      |
| Molde                 | 5–0                  | Laçi                  | 3–0                  | 2–0                  |                      |
| Atalanta              | 10–2                 | Sarajevo              | 2–2                  | 8–0                  |                      |
| Žalgiris Vilnius      | 2–1                  | Vaduz                 | 1–0                  | 1–1                  |                      |
| Kairat                | 3–2                  | AZ                    | 2–0                  | 1–2                  |                      |
| Aberdeen              | 2–4                  | Burnley               | 1–1                  | 1–3                  |                      |
| Partizan              | 2–1                  | Trakai                | 1–0                  | 1–1                  |                      |
| Balzan                | 3–4                  | Slovan Bratislava     | 2–1                  | 1–3                  |                      |
| Nordsjælland          | 2–0                  | AIK                   | 1–0                  | 1–0                  |                      |
| Rudar Velenje         | 0–6                  | Steaua Bucareste      | 0–2                  | 0–4                  |                      |
| Hapoel Haifa          | 2–1                  | FH                    | 1–1                  | 1–0                  |                      |
| Dundalk               | 0–4                  | AEK Larnaca           | 0–0                  | 0–4                  |                      |
| Górnik Zabrze         | 1–5                  | Trenčín               | 0–1                  | 1–4                  |                      |
| Maccabi Tel Aviv      | 4–2                  | Radnički Niš          | 2–0                  | 2–2                  |                      |
| CSKA Sofia            | 6–1                  | Admira Wacker Mödling | 3–0                  | 3–1                  |                      |
| Spartak Subotica      | 3–2                  | Sparta Praga          | 2–0                  | 1–2                  |                      |
| RB Leipzig            | 5–1                  | BK Häcken             | 4–0                  | 1–1                  |                      |
| Stjarnan              | 0–7                  | Copenhagen            | 0–2                  | 0–5                  |                      |
| Ufa                   | (gf)1–1              | Domžale               | 0–0                  | 1–1                  |                      |
| Tobol                 | 2–2 (gf)             | Pyunik                | 2–1                  | 0-1                  |                      |
| Jagiellonia Białystok | 5–4                  | Rio Ave               | 1–0                  | 4–4                  |                      |
| LASK Linz             | 6–1                  | Lillestrøm            | 4–0                  | 2–1                  |                      |
| Honvéd                | 1–2                  | Progrès Niederkorn    | 1–0                  | 0–2                  |                      |
| Osijek                | 1–2                  | Rangers               | 0–1                  | 1–1                  |                      |
| B36 Tórshavn          | 0–8                  | Beşiktaş              | 0–2                  | 0–6                  |                      |
| DAC Dunajská Streda   | 2–7                  | Dinamo Minsk          | 1–3                  | 1–4                  |                      |
| Ventspils             | 1–3                  | Bordeaux              | 0–1                  | 1–2                  |                      |
| Željezničar           | 2–5                  | Apollon Limassol      | 1–2                  | 1–3                  |                      |
| Viitorul Constanța    | 3–5                  | Vitesse               | 2–2                  | 1–3                  |                      |
| St. Gallen            | 2–2 (gf)             | Sarpsborg 08          | 2–1                  | 0–1                  |                      |
| Dynamo Brest          | 5–4                  | Atromitos             | 4–3                  | 1–1                  |                      |
| Sevilla               | 7–1                  | Újpest                | 4–0                  | 3–1                  |                      |
| Shakhtyor Soligorsk   | 2–4                  | Lech Poznań           | 1–1                  | 1–3                  |                      |
| Hibernian             | 4–3                  | Asteras Tripolis      | 3–2                  | 1–1                  |                      |
| Chikhura Sachkhere    | 0–2                  | Maribor               | 0–0                  | 0–2                  |                      |
| Genk                  | 9–1                  | Fola Esch             | 5–0                  | 4–1                  |                      |
| Djurgårdens IF        | 2–3                  | Mariupol              | 1–1                  | 1–2                  |                      |
| Hajduk Split          | 4–2                  | Slavia Sofia          | 1–0                  | 3–2                  |                      |

### Terceira pré-eliminatória
um total de 72 equipas jogam na terceira pré-eliminatória:
- Caminho dos Campeões: 10 vencedores da segunda pré-eliminatória e 10 perdedores da segunda pré-eliminatória da Liga dos Campeões de 2018–19.
- Caminho da Liga: 12 equipes que entra nessa rodada e 37 vencedores da segunda pré-eliminatória. Os três perdedores da segunda pré-eliminatória da Liga dos Campeões de 2018–19.

O sorteio da terceira pré-eliminatória foi realizado em 23 de julho de 2018. Jogo de ida foi disputada em 9 de agosto e a volta em 16 de agosto de 2018.
| Equipe 1              | Total                | Equipe 2              | 1.º jogo             | 2.º jogo             |                      |
| Caminho dos Campeões  | Caminho dos Campeões | Caminho dos Campeões  | Caminho dos Campeões | Caminho dos Campeões | Caminho dos Campeões |
| --------------------- | -------------------- | --------------------- | -------------------- | -------------------- | -------------------- |
| Ludogorets Razgrad    | 2–1                  | Zrinjski Mostar       | 1–0                  | 1–1                  |                      |
| Légia Varsóvia        | 3–4                  | F91 Dudelange         | 1–2                  | 2–2                  |                      |
| Alashkert             | 0–7                  | CFR Cluj              | 0–2                  | 0–5                  |                      |
| Olimpija Ljubljana    | 7–1                  | HJK                   | 3–0                  | 4–1                  |                      |
| Sheriff Tiraspol      | (gf) 2–2             | Valur                 | 1–0                  | 1–2                  |                      |
| Cork City             | 0–5                  | Rosenborg             | 0–2                  | 0–3                  |                      |
| Spartaks Jūrmala      | 0–1                  | Sūduva Marijampolė    | 0–1                  | 0–0                  |                      |
| The New Saints        | 1–5                  | Midtjylland           | 0–2                  | 1–3                  |                      |
| Hapoel Be'er Sheva    | 3–5                  | APOEL                 | 2–2                  | 1–3                  |                      |
| Torpedo Kutaisi       | 5–4                  | Kukësi                | 5–2                  | 0–2                  |                      |
| Caminho da Liga       |                      |                       |                      |                      |                      |
| Pyunik                | 1–2                  | Maccabi Tel Aviv      | 0–0                  | 1–2                  |                      |
| Dinamo Minsk          | 5–8                  | Zenit                 | 4–0                  | 1–8 (pro)            |                      |
| Sturm Graz            | 0–7                  | AEK Larnaca           | 0–2                  | 0–5                  |                      |
| Sarpsborg 08          | 2–1                  | Rijeka                | 1–1                  | 1–0                  |                      |
| İstanbul Başakşehir   | 0–1                  | Burnley               | 0–0                  | 0–1 (pro)            |                      |
| Zorya Luhansk         | (gf)3–3              | Braga                 | 1–1                  | 2–2                  |                      |
| Hapoel Haifa          | 1–6                  | Atalanta              | 1–4                  | 0–2                  |                      |
| Genk                  | 4–1                  | Lech Poznań           | 2–0                  | 2–1                  |                      |
| Vitesse               | 0–2                  | Basel                 | 0–1                  | 0–1                  |                      |
| Nordsjælland          | 3–5                  | Partizan              | 1–2                  | 2–3                  |                      |
| Hibernian             | 0–3                  | Molde                 | 0–0                  | 0–3                  |                      |
| Hajduk Split          | 1–2                  | Steaua Bucuresti      | 0–0                  | 1–2                  |                      |
| Sevilla               | 6–0                  | Žalgiris Vilnius      | 1–0                  | 5–0                  |                      |
| Sigma Olomouc         | 4–1                  | Kairat                | 2–0                  | 2–1                  |                      |
| Slovan Bratislava     | 2–5                  | Rapid Viena           | 2–1                  | 0–4                  |                      |
| Mariupol              | 2–5                  | Bordeaux              | 1–3                  | 1–2                  |                      |
| CSKA Sofia            | 2–4                  | Copenhagen            | 1–2                  | 1–2                  |                      |
| Olympiacos            | 7–1                  | Luzern                | 4–0                  | 3–1                  |                      |
| Rangers               | 3–1                  | Maribor               | 3–1                  | 0–0                  |                      |
| Trenčín               | 5–1                  | Feyenoord             | 4–0                  | 1–1                  |                      |
| Jagiellonia Białystok | 1–4                  | Gent                  | 0–1                  | 1–3                  |                      |
| Spartak Subotica      | 1–4                  | Brøndby               | 0–2                  | 1–2                  |                      |
| Ufa                   | 4–3                  | Progrès Niederkorn    | 2–1                  | 2–2                  |                      |
| Beşiktaş              | (gf)2–2              | LASK Linz             | 1–0                  | 1–2                  |                      |
| Apollon Limassol      | 4–1                  | Dynamo Brest          | 4–0                  | 0–1                  |                      |
| RB Leipzig            | 4–2                  | Universitatea Craiova | 3–1                  | 1–1                  |                      |

### Rodada de play-off
Um total de 42 equipes jogam na rodada do play-off:
- Caminho dos Campeões: 10 vencedores da terceira pré-eliminatória e 6 perdedores da terceira pré-eliminatória da Liga dos Campeões de 2018–19.
- Caminho da Liga: 26 vencedores da terceira pré-eliminatória.

O sorteio da rodada do play-off foi realizado em 6 de agosto de 2018. A partida de ida foi disputada em 23 de agosto e da volta em 30 de agosto de 2018.
| Equipe 1             | Total                | Equipe 2             | 1.º jogo             | 2.º jogo             |                      |
| Caminho dos Campeões | Caminho dos Campeões | Caminho dos Campeões | Caminho dos Campeões | Caminho dos Campeões | Caminho dos Campeões |
| -------------------- | -------------------- | -------------------- | -------------------- | -------------------- | -------------------- |
| Olimpija Ljubljana   | 1–3                  | Spartak Trnava       | 0–2                  | 1–1                  |                      |
| APOEL                | 1–1(1–2 dp)          | Astana               | 1–0                  | 0–1                  |                      |
| Rosenborg            | 5–1                  | Shkëndija            | 3–1                  | 2–0                  |                      |
| F91 Dudelange        | 5–2                  | CFR Cluj             | 2–0                  | 3–2                  |                      |
| Sūduva Marijampolė   | 1–4                  | Celtic               | 1–1                  | 0–3                  |                      |
| Sheriff Tiraspol     | 1–3                  | Qarabağ              | 1–0                  | 0–3                  |                      |
| Malmö FF             | 4–2                  | Midtjylland          | 2–2                  | 2–0                  |                      |
| Torpedo Kutaisi      | 0–5                  | Ludogorets Razgrad   | 0–1                  | 0–4                  |                      |
| Caminho da Liga      |                      |                      |                      |                      |                      |
| Sigma Olomouc        | 0–4                  | Sevilla              | 0–1                  | 0–3                  |                      |
| Sarpsborg 08         | 4–3                  | Maccabi Tel Aviv     | 3–1                  | 1–2                  |                      |
| Gent                 | 0–2                  | Bordeaux             | 0–0                  | 0–2                  |                      |
| Partizan             | 1–4                  | Beşiktaş             | 1–1                  | 0–3                  |                      |
| Rapid Viena          | 4–3                  | Steaua Bucuresti     | 3–1                  | 1–2                  |                      |
| Basel                | 3–3(gf)              | Apollon Limassol     | 3–2                  | 0–1                  |                      |
| Rangers              | 2–1                  | Ufa                  | 1–0                  | 1–1                  |                      |
| Atalanta             | 0–0 (3–4 dp)         | Copenhagen           | 0–0                  | 0–0                  |                      |
| Zenit                | 4–3                  | Molde                | 3–1                  | 1–2                  |                      |
| Trenčín              | 1–4                  | AEK Larnaca          | 1–1                  | 0–3                  |                      |
| Genk                 | 9–4                  | Brøndby              | 5–2                  | 4–2                  |                      |
| Olympiacos           | 4–2                  | Burnley              | 3–1                  | 1–1                  |                      |
| Zorya Luhansk        | 2–3                  | RB Leipzig           | 0–0                  | 2–3                  |                      |

## Fase de grupos
Um total de 48 equipes jogam na fase de grupos: 17 equipes que entram nesta fase, os 21 vencedores da rodada play-off, os seis perdedores dos play-offs da Liga dos Campeões da UEFA de 2018–19 e os quatro perdedores do caminho da Liga na Terceira pré-eliminatória da Liga dos Campeões da UEFA de 2018–19.
Em cada grupo, as equipes jogam entre si, em casa ou fora. Os jogos são dias 20 de setembro, 4 de outubro, 25 de outubro, 8 de novembro, 29 de novembro e 13 de dezembro de 2018. Os vencedores dos grupos e os segundos classificados vão antecipadamente para a fase de 16-avos, onde eles se juntarão aos oito terceiros classificados da fase de grupos da UEFA Champions League 2018-19.

### Sorteio
O sorteio para a fase de grupos foi realizado em Mônaco, em 31 de agosto de 2018. As 48 equipes foram distribuídas em quatro potes com base em seus coeficientes. Foram distribuídos em doze grupos de quatro, com a restrição que as equipes do mesmo país não podem se enfrentar nessa fase.
| Pote 1            | Coef.   |
| ----------------- | ------- |
| Sevilla           | 113.000 |
| Arsenal           | 93.000  |
| Chelsea           | 82.000  |
| Zenit             | 78.000  |
| Bayer Leverkusen  | 66.000  |
| Dínamo de Kiev    | 62.000  |
| Beşiktaş          | 57.000  |
| Red Bull Salzburg | 55.500  |
| Olympiacos        | 54.000  |
| Villarreal        | 52.000  |
| Anderlecht        | 48.000  |
| Lazio             | 41.000  |

| Pote 2                 | Coef.  |
| ---------------------- | ------ |
| Sporting               | 40.000 |
| Ludogorets             | 37.000 |
| København              | 34.000 |
| Olympique de Marseille | 32.000 |
| Celtic                 | 31.000 |
| PAOK                   | 29.500 |
| Milan                  | 28.000 |
| Genk                   | 27.000 |
| Fenerbahçe             | 23.500 |
| Krasnodar              | 23.500 |
| Astana                 | 21.750 |
| Rapid Viena            | 21.500 |

| Pote 3              | Coef.  |
| ------------------- | ------ |
| Betis               | 21.399 |
| Qarabağ             | 20.500 |
| BATE Borisov        | 20.500 |
| Dínamo Zagreb       | 17.500 |
| RB Leipzig          | 17.000 |
| Eintracht Frankfurt | 14.285 |
| Malmö               | 14.000 |
| Spartak Moscou      | 13.500 |
| Standard de Liège   | 12.500 |
| Zurique             | 12.000 |
| Bordeaux            | 11.283 |
| Rennes              | 11.283 |

| Pote 4           | Coef.  |
| ---------------- | ------ |
| Apollon Limassol | 10.000 |
| Rosenborg        | 9.000  |
| Vorskla Poltava  | 8.226  |
| Slavia Praga     | 7.500  |
| Akhisarspor      | 7.160  |
| Jablonec         | 6.035  |
| AEK Larnaca      | 4.310  |
| MOL Vidi         | 4.250  |
| Rangers          | 3.725  |
| F91 Dudelange    | 3.500  |
| Spartak Trnava   | 3.500  |
| Sarpsborg 08     | 3.485  |

### Grupos
|  | Equipes classificadas para a fase final |
|  | Equipes eliminadas                      |

#### Grupo A
| Pos. | Equipe             | Pts | J | V | E | D | GP | GC | SG |
| ---- | ------------------ | --- | - | - | - | - | -- | -- | -- |
| 1    | Bayer Leverkusen   | 13  | 6 | 4 | 1 | 1 | 16 | 9  | +7 |
| 2    | Zürich             | 10  | 6 | 3 | 1 | 2 | 7  | 6  | +1 |
| 3    | AEK Larnaca        | 5   | 6 | 1 | 2 | 3 | 6  | 12 | -6 |
| 4    | Ludogorets Razgrad | 4   | 6 | 0 | 4 | 2 | 5  | 7  | -2 |

|                    | BL  | LUD | FCZ | LAR |
| ------------------ | --- | --- | --- | --- |
| Bayer Leverkusen   |     | 1–1 | 1–0 | 4–2 |
| Ludogorets Razgrad | 2–3 |     | 1–1 | 0–0 |
| Zürich             | 3–2 | 1–0 |     | 1–2 |
| AEK Larnaca        | 1–5 | 1–1 | 0–1 |     |

#### Grupo B
| Pos. | Equipe            | Pts | J | V | E | D | GP | GC | SG  |
| ---- | ----------------- | --- | - | - | - | - | -- | -- | --- |
| 1    | Red Bull Salzburg | 18  | 6 | 6 | 0 | 0 | 17 | 6  | +11 |
| 2    | Celtic            | 9   | 6 | 3 | 0 | 1 | 6  | 8  | -2  |
| 3    | RB Leipzig        | 7   | 6 | 2 | 1 | 3 | 9  | 8  | +1  |
| 4    | Rosenborg         | 1   | 6 | 0 | 1 | 5 | 4  | 14 | -10 |

|                   | SBG | CEL | LEI | RBK |
| ----------------- | --- | --- | --- | --- |
| Red Bull Salzburg |     | 3–1 | 1–0 | 3–0 |
| Celtic            | 1–2 |     | 2–1 | 1–0 |
| RB Leipzig        | 2–3 | 2–0 |     | 1–1 |
| Rosenborg         | 2–5 | 0–1 | 1–3 |     |

Notas:

#### Grupo C
| Pos. | Equipe       | Pts | J | V | E | D | GP | GC | SG |
| ---- | ------------ | --- | - | - | - | - | -- | -- | -- |
| 1    | Zenit        | 11  | 6 | 3 | 2 | 1 | 6  | 5  | +1 |
| 2    | Slavia Praha | 10  | 6 | 3 | 1 | 2 | 4  | 3  | +1 |
| 3    | Bordeaux     | 7   | 6 | 2 | 1 | 3 | 6  | 6  | 0  |
| 4    | København    | 5   | 6 | 1 | 2 | 3 | 3  | 5  | -2 |

|              | ZEN | KØB | BOR | SLP |
| ------------ | --- | --- | --- | --- |
| Zenit        |     | 1–0 | 2–1 | 1–0 |
| København    | 1–1 |     | 0–1 | 0–1 |
| Bordeaux     | 1–1 | 1–2 |     | 2–0 |
| Slavia Praha | 2–0 | 1–0 | 0–0 |     |

Notas:

#### Grupo D
| Pos. | Equipe         | Pts | J | V | E | D | GP | GC | SG |
| ---- | -------------- | --- | - | - | - | - | -- | -- | -- |
| 1    | Dínamo Zagreb  | 14  | 6 | 4 | 2 | 0 | 11 | 3  | +8 |
| 2    | Fenerbahçe     | 8   | 6 | 2 | 2 | 2 | 7  | 7  | 0  |
| 3    | Spartak Trnava | 7   | 6 | 2 | 1 | 3 | 4  | 7  | -3 |
| 4    | Anderlecht     | 3   | 6 | 0 | 3 | 3 | 2  | 7  | -5 |

|                | AND | FEN | DZ  | TRN |
| -------------- | --- | --- | --- | --- |
| Anderlecht     |     | 2–2 | 0–2 | 0–0 |
| Fenerbahçe     | 2–0 |     | 0–0 | 2–0 |
| Dínamo Zagreb  | 0–0 | 4–1 |     | 3–1 |
| Spartak Trnava | 1–0 | 1–0 | 1–2 |     |

Notas:

#### Grupo E
| Pos. | Equipe          | Pts | J | V | E | D | GP | GC | SG  |
| ---- | --------------- | --- | - | - | - | - | -- | -- | --- |
| 1    | Arsenal         | 16  | 6 | 5 | 1 | 0 | 12 | 2  | +10 |
| 2    | Sporting        | 13  | 6 | 4 | 1 | 1 | 13 | 3  | +10 |
| 3    | Vorskla Poltava | 3   | 6 | 1 | 0 | 5 | 4  | 13 | -9  |
| 4    | Qarabağ         | 3   | 6 | 1 | 0 | 5 | 2  | 13 | -11 |

|                 | ARS | SCP | QAR | VOR |
| --------------- | --- | --- | --- | --- |
| Arsenal         |     | 0–0 | 1–0 | 4–2 |
| Sporting        | 0–1 |     | 2–0 | 3–0 |
| Qarabağ         | 0–3 | 1–6 |     | 0–1 |
| Vorskla Poltava | 0–3 | 1–2 | 0–1 |     |

Notas:

#### Grupo F
| Pos. | Equipe        | Pts | J | V | E | D | GP | GC | SG  |
| ---- | ------------- | --- | - | - | - | - | -- | -- | --- |
| 1    | Betis         | 12  | 6 | 3 | 3 | 0 | 7  | 2  | +5  |
| 2    | Olympiacos    | 10  | 6 | 3 | 1 | 2 | 11 | 6  | +5  |
| 3    | Milan         | 10  | 6 | 3 | 1 | 2 | 12 | 9  | +3  |
| 4    | F91 Dudelange | 1   | 6 | 0 | 1 | 5 | 3  | 16 | -13 |

|               | OLY | ACM | BTS | DUD |
| ------------- | --- | --- | --- | --- |
| Olympiacos    |     | 3–1 | 0–0 | 5–1 |
| Milan         | 3–1 |     | 1–2 | 5–2 |
| Betis         | 1–0 | 1–1 |     | 3–0 |
| F91 Dudelange | 0–2 | 0–1 | 0–0 |     |

#### Grupo G
| Pos. | Equipe         | Pts | J | V | E | D | GP | GC | SG |
| ---- | -------------- | --- | - | - | - | - | -- | -- | -- |
| 1    | Villarreal     | 10  | 6 | 2 | 4 | 0 | 12 | 5  | +7 |
| 2    | Rapid Viena    | 10  | 6 | 3 | 1 | 2 | 6  | 9  | -3 |
| 3    | Rangers        | 6   | 6 | 1 | 3 | 2 | 8  | 11 | -3 |
| 4    | Spartak Moscou | 5   | 6 | 1 | 2 | 3 | 8  | 9  | -1 |

|                | VLR | RPD | SPM | RAN |
| -------------- | --- | --- | --- | --- |
| Villarreal     |     | 5–0 | 2–0 | 2–2 |
| Rapid Wien     | 0–0 |     | 2–0 | 1–0 |
| Spartak Moscou | 3–3 | 1–2 |     | 4–3 |
| Rangers        | 0–0 | 3–1 | 0–0 |     |

#### Grupo H
| Pos. | Equipe                 | Pts | J | V | E | D | GP | GC | SG  |
| ---- | ---------------------- | --- | - | - | - | - | -- | -- | --- |
| 1    | Eintracht Frankfurt    | 18  | 6 | 6 | 0 | 0 | 17 | 5  | +12 |
| 2    | Lazio                  | 9   | 6 | 3 | 0 | 3 | 9  | 11 | -2  |
| 3    | Apollon Limassol       | 7   | 6 | 2 | 1 | 3 | 10 | 10 | 0   |
| 4    | Olympique de Marseille | 1   | 6 | 0 | 1 | 5 | 6  | 16 | -10 |

|                        | LAZ | OM  | EIN | APO |
| ---------------------- | --- | --- | --- | --- |
| Lazio                  |     | 2–1 | 1–3 | 2–1 |
| Olympique de Marseille | 1–3 |     | 1–2 | 3–1 |
| Eintracht Frankfurt    | 4–1 | 4–0 |     | 2–0 |
| Apollon Limassol       | 2–0 | 2–2 | 2–3 |     |

Notas:

#### Grupo I
| Pos. | Equipe          | Pts | J | V | E | D | GP | GC | SG |
| ---- | --------------- | --- | - | - | - | - | -- | -- | -- |
| 1    | Genk            | 11  | 6 | 3 | 2 | 1 | 14 | 8  | +6 |
| 2    | Malmö           | 9   | 6 | 2 | 3 | 1 | 7  | 6  | +1 |
| 3    | Beşiktaş        | 7   | 6 | 2 | 1 | 3 | 9  | 13 | -4 |
| 4    | Sarpsborg 08 FF | 5   | 6 | 1 | 2 | 3 | 8  | 10 | -2 |

|                 | BJK | GNK | MAL | Sarpsborg 08 FF |
| --------------- | --- | --- | --- | --------------- |
| Beşiktaş        |     | 2–4 | 0–4 | 3–1             |
| Genk            | 1–1 |     | 2–0 | 1–0             |
| Malmö           | 2–0 | 2–2 |     | 1–1             |
| Sarpsborg 08 FF | 2–3 | 3–1 | 1–1 |                 |

Notas:

#### Grupo J
| Pos. | Equipe            | Pts | J | V | E | D | GP | GC | SG  |
| ---- | ----------------- | --- | - | - | - | - | -- | -- | --- |
| 1    | Sevilla           | 12  | 6 | 4 | 0 | 2 | 18 | 6  | +12 |
| 2    | Krasnodar         | 12  | 6 | 4 | 0 | 2 | 8  | 8  | +0  |
| 3    | Standard de Liège | 10  | 6 | 3 | 1 | 2 | 7  | 9  | -2  |
| 4    | Akhisarspor       | 1   | 6 | 0 | 1 | 5 | 4  | 14 | -10 |

|                   | SEV | KRA | STD | AKH |
| ----------------- | --- | --- | --- | --- |
| Sevilla           |     | 3–0 | 5–1 | 6–0 |
| Krasnodar         | 2–1 |     | 2–1 | 2–1 |
| Standard de Liège | 1–0 | 2–1 |     | 2–1 |
| Akhisarspor       | 2–3 | 0-1 | 0–0 |     |

Notas:

#### Grupo K
| Pos. | Equipe         | Pts | J | V | E | D | GP | GC | SG |
| ---- | -------------- | --- | - | - | - | - | -- | -- | -- |
| 1    | Dínamo de Kiev | 11  | 6 | 3 | 2 | 1 | 10 | 7  | +3 |
| 2    | Rennes         | 9   | 6 | 3 | 0 | 3 | 7  | 8  | -1 |
| 3    | Astana         | 8   | 6 | 2 | 2 | 2 | 7  | 7  | 0  |
| 4    | Jablonec       | 5   | 6 | 1 | 2 | 3 | 6  | 8  | -2 |

|                | DK  | AST | REN | JAB |
| -------------- | --- | --- | --- | --- |
| Dínamo de Kiev |     | 2–2 | 3–1 | 0–1 |
| Astana         | 0–1 |     | 2–0 | 2–1 |
| Rennes         | 1–2 | 2–0 |     | 2–1 |
| Jablonec       | 2–2 | 1–1 | 0–1 |     |

#### Grupo L
| Pos. | Equipe       | Pts | J | V | E | D | GP | GC | SG |
| ---- | ------------ | --- | - | - | - | - | -- | -- | -- |
| 1    | Chelsea      | 16  | 6 | 5 | 1 | 0 | 12 | 3  | +9 |
| 2    | BATE Borisov | 9   | 6 | 3 | 0 | 3 | 9  | 9  | 0  |
| 3    | MOL Vidi     | 7   | 6 | 2 | 1 | 3 | 5  | 7  | -2 |
| 4    | PAOK         | 3   | 6 | 1 | 0 | 5 | 5  | 12 | -7 |

|              | CHE | PAO | BTE | VID |
| ------------ | --- | --- | --- | --- |
| Chelsea      |     | 4–0 | 3–1 | 1–0 |
| PAOK         | 0–1 |     | 1–3 | 0–2 |
| BATE Borisov | 0–1 | 1–4 |     | 2–0 |
| MOL Vidi     | 2–2 | 1–0 | 0–2 |     |

## Fase final
Nas fases finais, as equipes classificadas jogam em partidas eliminatórias de ida e volta, exceto no jogo final.

### Equipes classificadas
| Chave de cores                                       |
| ---------------------------------------------------- |
| Cabeças de chave para a fase de 16-avos de final     |
| Não cabeças de chave para a fase de 16-avos de final |

#### Fase de grupos da Liga Europa
| Grupo | Líderes de grupo    | Vice-líderes de grupo |
| ----- | ------------------- | --------------------- |
| A     | Bayer Leverkusen    | Zürich                |
| B     | Red Bull Salzburg   | Celtic                |
| C     | Zenit               | Slavia Praha          |
| D     | Dinamo Zagreb       | Fenerbahçe            |
| E     | Arsenal             | Sporting              |
| F     | Betis               | Olympiacos            |
| G     | Villarreal          | Rapid Viena           |
| H     | Eintracht Frankfurt | Lazio                 |
| I     | Genk                | Malmö                 |
| J     | Sevilla             | Krasnodar             |
| K     | Dinamo de Kiev      | Rennes                |
| L     | Chelsea             | BATE Borisov          |

#### Fase de grupos da Liga dos Campeões
| Grupo | Equipa           | Pts | J | V | E | D | GM | GS | DG |
| ----- | ---------------- | --- | - | - | - | - | -- | -- | -- |
| C     | Napoli           | 9   | 6 | 2 | 3 | 1 | 7  | 5  | +2 |
| H     | Valencia         | 8   | 6 | 2 | 2 | 2 | 6  | 6  | 0  |
| B     | Internazionale   | 8   | 6 | 2 | 2 | 2 | 6  | 7  | -1 |
| E     | Benfica          | 7   | 6 | 2 | 1 | 3 | 6  | 11 | -5 |
| G     | Viktoria Plzeň   | 7   | 6 | 2 | 1 | 3 | 7  | 16 | -9 |
| A     | Brugge           | 6   | 6 | 1 | 3 | 2 | 6  | 5  | +1 |
| F     | Shakhtar Donetsk | 6   | 6 | 1 | 3 | 2 | 8  | 16 | -8 |
| D     | Galatasaray      | 4   | 6 | 1 | 1 | 4 | 5  | 8  | -3 |

### Esquema
| Dezesseis-avos de final | Dezesseis-avos de final | Dezesseis-avos de final | Dezesseis-avos de final |  |                   | Oitavas de final    | Oitavas de final | Oitavas de final | Oitavas de final |  |  | Quartas de final         | Quartas de final | Quartas de final | Quartas de final |  |  | Semifinal           | Semifinal | Semifinal | Semifinal |  |  | Final   | Final |
|                         |                         |                         |                         |  |                   |                     |                  |                  |                  |  |  |                          |                  |                  |                  |  |  |                     |           |           |           |  |  |         |       |
| Lazio                   | 0                       | 0                       | 0                       |  |                   |                     |                  |                  |                  |  |  |                          |                  |                  |                  |  |  |                     |           |           |           |  |  |         |       |
| Sevilla                 | 1                       | 2                       | 3                       |  |                   | Sevilla             | 2                | 3                | 5                |  |  |                          |                  |                  |                  |  |  |                     |           |           |           |  |  |         |       |
| Slavia Praha            | 0                       | 4                       | 4                       |  | Slavia Praha      | 2                   | 4                | 6                |                  |  |  |                          |                  |                  |                  |  |  |                     |           |           |           |  |  |         |       |
| Genk                    | 0                       | 1                       | 1                       |  |                   |                     |                  |                  |                  |  |  | Slavia Praha             | 0                | 3                | 3                |  |  |                     |           |           |           |  |  |         |       |
| Malmö                   | 1                       | 0                       | 1                       |  |                   |                     |                  |                  |                  |  |  | Chelsea                  | 1                | 4                | 5                |  |  |                     |           |           |           |  |  |         |       |
| Chelsea                 | 2                       | 3                       | 5                       |  |                   | Chelsea             | 3                | 5                | 8                |  |  |                          |                  |                  |                  |  |  |                     |           |           |           |  |  |         |       |
| Olympiacos              | 2                       | 0                       | 2                       |  | Dínamo de Kiev    | 0                   | 0                | 0                |                  |  |  |                          |                  |                  |                  |  |  |                     |           |           |           |  |  |         |       |
| Dínamo de Kiev          | 2                       | 1                       | 3                       |  |                   |                     |                  |                  |                  |  |  |                          |                  |                  |                  |  |  | Eintracht Frankfurt | 1         | 1         | 2(3)      |  |  |         |       |
| Viktoria Plzeň          | 2                       | 0                       | 2                       |  |                   |                     |                  |                  |                  |  |  |                          |                  |                  |                  |  |  | Chelsea             | 1         | 1         | 2(4)      |  |  |         |       |
| Dínamo Zagreb           | 1                       | 3                       | 4                       |  |                   | Dínamo Zagreb       | 1                | 0                | 1                |  |  |                          |                  |                  |                  |  |  |                     |           |           |           |  |  |         |       |
| Galatasaray             | 1                       | 0                       | 1                       |  | Benfica           | 0                   | 3                | 3                |                  |  |  |                          |                  |                  |                  |  |  |                     |           |           |           |  |  |         |       |
| Benfica                 | 2                       | 0                       | 2                       |  |                   |                     |                  |                  |                  |  |  | Benfica                  | 4                | 0                | 4                |  |  |                     |           |           |           |  |  |         |       |
| Shakhtar Donetsk        | 2                       | 1                       | 3                       |  |                   |                     |                  |                  |                  |  |  | Eintracht Frankfurt (gf) | 2                | 2                | 4                |  |  |                     |           |           |           |  |  |         |       |
| Eintracht Frankfurt     | 2                       | 4                       | 6                       |  |                   | Eintracht Frankfurt | 0                | 1                | 1                |  |  |                          |                  |                  |                  |  |  |                     |           |           |           |  |  |         |       |
| Rapid Viena             | 0                       | 0                       | 0                       |  | Internazionale    | 0                   | 0                | 0                |                  |  |  |                          |                  |                  |                  |  |  |                     |           |           |           |  |  |         |       |
| Internazionale          | 1                       | 4                       | 5                       |  |                   |                     |                  |                  |                  |  |  |                          |                  |                  |                  |  |  |                     |           |           |           |  |  | Chelsea | 4     |
| Rennes                  | 3                       | 3                       | 6                       |  |                   |                     |                  |                  |                  |  |  |                          |                  |                  |                  |  |  |                     |           |           |           |  |  | Arsenal | 1     |
| Betis                   | 3                       | 1                       | 4                       |  |                   | Rennes              | 3                | 0                | 3                |  |  |                          |                  |                  |                  |  |  |                     |           |           |           |  |  |         |       |
| BATE Borisov            | 1                       | 0                       | 1                       |  | Arsenal           | 1                   | 3                | 4                |                  |  |  |                          |                  |                  |                  |  |  |                     |           |           |           |  |  |         |       |
| Arsenal                 | 0                       | 3                       | 3                       |  |                   |                     |                  |                  |                  |  |  | Arsenal                  | 2                | 1                | 3                |  |  |                     |           |           |           |  |  |         |       |
| Zürich                  | 1                       | 0                       | 1                       |  |                   |                     |                  |                  |                  |  |  | Napoli                   | 0                | 0                | 0                |  |  |                     |           |           |           |  |  |         |       |
| Napoli                  | 3                       | 2                       | 5                       |  |                   | Napoli              | 3                | 1                | 4                |  |  |                          |                  |                  |                  |  |  |                     |           |           |           |  |  |         |       |
| Brugge                  | 2                       | 0                       | 2                       |  | Red Bull Salzburg | 0                   | 3                | 3                |                  |  |  |                          |                  |                  |                  |  |  |                     |           |           |           |  |  |         |       |
| Red Bull Salzburg       | 1                       | 4                       | 5                       |  |                   |                     |                  |                  |                  |  |  |                          |                  |                  |                  |  |  | Arsenal             | 3         | 4         | 7         |  |  |         |       |
| Fenerbahçe              | 1                       | 1                       | 2                       |  |                   |                     |                  |                  |                  |  |  |                          |                  |                  |                  |  |  | Valencia            | 1         | 2         | 3         |  |  |         |       |
| Zenit                   | 0                       | 3                       | 3                       |  |                   | Zenit               | 1                | 1                | 2                |  |  |                          |                  |                  |                  |  |  |                     |           |           |           |  |  |         |       |
| Sporting                | 0                       | 1                       | 1                       |  | Villarreal        | 3                   | 2                | 5                |                  |  |  |                          |                  |                  |                  |  |  |                     |           |           |           |  |  |         |       |
| Villarreal              | 1                       | 1                       | 2                       |  |                   |                     |                  |                  |                  |  |  | Villarreal               | 1                | 0                | 1                |  |  |                     |           |           |           |  |  |         |       |
| Celtic                  | 0                       | 0                       | 0                       |  |                   |                     |                  |                  |                  |  |  | Valencia                 | 3                | 2                | 5                |  |  |                     |           |           |           |  |  |         |       |
| Valencia                | 2                       | 1                       | 3                       |  |                   | Valencia            | 2                | 1                | 3                |  |  |                          |                  |                  |                  |  |  |                     |           |           |           |  |  |         |       |
| Krasnodar (gf)          | 0                       | 1                       | 1                       |  | Krasnodar         | 1                   | 1                | 2                |                  |  |  |                          |                  |                  |                  |  |  |                     |           |           |           |  |  |         |       |
| Bayer Leverkusen        | 0                       | 1                       | 1                       |  |                   |                     |                  |                  |                  |  |  |                          |                  |                  |                  |  |  |                     |           |           |           |  |  |         |       |

Nota: O esquema usado acima é usado somente para uma visualização melhor dos confrontos. Todos os confrontos desta fase são sorteados e não seguem a ordem mostrada.

### Fase de 16 avos
O sorteio dessa fase foi realizado no dia 17 de dezembro. As partidas de ida serão realizadas no dia 14 de fevereiro e as partidas de volta serão realizadas em 21 de fevereiro de 2019.
| Equipe 1         | Total    | Equipe 2            | 1.º jogo | 2.º jogo |
| ---------------- | -------- | ------------------- | -------- | -------- |
| Viktoria Plzeň   | 2–4      | Dínamo Zagreb       | 2–1      | 0–3      |
| Brugge           | 2–5      | Red Bull Salzburg   | 2–1      | 0–4      |
| Rapid Viena      | 0–5      | Internazionale      | 0–1      | 0–4      |
| Slavia Praha     | 4–1      | Genk                | 0–0      | 4–1      |
| Krasnodar        | (gf) 1–1 | Bayer Leverkusen    | 0–0      | 1–1      |
| Zürich           | 1–5      | Napoli              | 1–3      | 0–2      |
| Malmö            | 1–5      | Chelsea             | 1–2      | 0–3      |
| Shakhtar Donetsk | 3–6      | Eintracht Frankfurt | 2–2      | 1–4      |
| Celtic           | 0–3      | Valencia            | 0–2      | 0–1      |
| Rennes           | 6–4      | Betis               | 3–3      | 3–1      |
| Olympiacos       | 2–3      | Dínamo de Kiev      | 2–2      | 0–1      |
| Lazio            | 0–3      | Sevilla             | 0–1      | 0–2      |
| Fenerbahçe       | 2–3      | Zenit               | 1–0      | 1–3      |
| Sporting         | 1–2      | Villarreal          | 0–1      | 1–1      |
| BATE Borisov     | 1–3      | Arsenal             | 1–0      | 0–3      |
| Galatasaray      | 1–2      | Benfica             | 1–2      | 0–0      |

### Oitavas de final
O sorteio ocorrerá em 22 de fevereiro. As partidas de ida serão realizadas no dia 7 de março e as partidas de volta serão realizadas em 14 de março de 2019.
| Equipe 1            | Total | Equipe 2          | 1.º jogo | 2.º jogo  |
| ------------------- | ----- | ----------------- | -------- | --------- |
| Chelsea             | 8–0   | Dínamo de Kiev    | 3–0      | 5–0       |
| Eintracht Frankfurt | 1–0   | Internazionale    | 0–0      | 1–0       |
| Dínamo Zagreb       | 1–3   | Benfica           | 1–0      | 0–3 (pro) |
| Napoli              | 4–3   | Red Bull Salzburg | 3–0      | 1–3       |
| Valencia            | 3–2   | Krasnodar         | 2–1      | 1–1       |
| Sevilla             | 5–6   | Slavia Praha      | 2–2      | 3–4 (pro) |
| Rennes              | 3–4   | Arsenal           | 3–1      | 0–3       |
| Zenit               | 2–5   | Villarreal        | 1–3      | 1–2       |

### Quartas de final
O sorteio ocorreu em 15 de março. As partidas de ida serão realizadas no dia 11 de abril e as partidas de volta serão realizadas em 18 de abril de 2019.
Também nesse sorteio foi definido os confrontos das semi-finais e o time "mandante" da final para fins administrativos.
| Equipe 1     | Total    | Equipe 2            | 1.º jogo | 2.º jogo |
| ------------ | -------- | ------------------- | -------- | -------- |
| Arsenal      | 3–0      | Napoli              | 2–0      | 1–0      |
| Villarreal   | 1–5      | Valencia            | 1–3      | 0–2      |
| Benfica      | 4–4 (gf) | Eintracht Frankfurt | 4–2      | 0–2      |
| Slavia Praha | 3–5      | Chelsea             | 0–1      | 3–4      |

### Semifinais
O sorteio ocorreu em 15 de março. As partidas de ida serão realizadas no dia 2 de maio e as partidas de volta serão realizadas em 9 de maio de 2019.
Também nesse sorteio foi definido o time "mandante" da final para fins administrativos.
| Equipe 1            | Total     | Equipe 2 | 1.º jogo | 2.º jogo |
| ------------------- | --------- | -------- | -------- | -------- |
| Arsenal             | 7–3       | Valencia | 3–1      | 4–2      |
| Eintracht Frankfurt | 2–2 (3–4) | Chelsea  | 1–1      | 1–1      |

### Final
| 29 de maio de 2019 | Chelsea                                        | 4 – 1     | Arsenal   | Estádio Olímpico de Baku, Baku, Azerbaijão |
| 23:00 (UTC+4)      | Giroud 49' · Pedro 60' · Hazard 65' (pen), 72' | Relatório | 68' Iwobi | Árbitro: Gianluca Rocchi                   |

## Premiação
| Liga Europa da UEFA de 2018–19 |
| Inglaterra                     |
| ------------------------------ |
| Chelsea Campeão (2º título)    |

## Estatísticas
Gols e assistências contabilizados a partir da fase de grupos, excluindo as fases de qualificação.
 Atualizado em 7 de março de 2019
| Pos. | Jogador           | Equipe              | Gols | Tempo Jogado |
| ---- | ----------------- | ------------------- | ---- | ------------ |
| 1    | Wissam Ben Yedder | Sevilla             | 7    | 517'         |
| 1    | Munas Dabbur      | Red Bull Salzburg   | 7    | 766'         |
| 3    | Luka Jović        | Eintracht Frankfurt | 6    | 517'         |
| 3    | Olivier Giroud    | Chelsea             | 6    | 578'         |
| 5    | Giovani Lo Celso  | Betis               | 5    | 563'         |
| 5    | Sébastien Haller  | Eintracht Frankfurt | 5    | 653'         |

| Pos. | Jogador          | Equipe              | Assis. | Tempo Jogado |
| ---- | ---------------- | ------------------- | ------ | ------------ |
| 1    | Ihar Stasevich   | BATE Borisov        | 7      | 704'         |
| 2    | Willian          | Chelsea             | 5      | 568'         |
| 3    | Viktor Tsyhankov | Dínamo de Kiev      | 4      | 714'         |
| 3    | Mijat Gaćinović  | Eintracht Frankfurt | 4      | 764'         |
| 3    | Andreas Ulmer    | Red Bull Salzburg   | 4      | 810'         |

### Hat-tricks
| Jogador        | Para    | Contra              | Resultado | Data                  | Ref.   |
| -------------- | ------- | ------------------- | --------- | --------------------- | ------ |
| Loftus-Cheek   | Chelsea | BATE Borisov        | 3–1       | 25 de outubro de 2018 | [ 22 ] |
| Olivier Giroud | Chelsea | Dínamo de Kiev      | 5–0       | 14 de março de 2019   | [ 23 ] |
| João Félix     | Benfica | Eintracht Frankfurt | 4–2       | 18 de abril de 2019   | [ 24 ] |

## Ligações Externas
- «Site Oficial»